# Гнитиенко, Василий Платонович
Василий Платонович Гнитиенко (28.12.1903 — 08.11.1991) — командир отделения 2-й пулемётной роты 1175-го Митавского стрелкового полка (347-я стрелковая Мелитопольская Краснознаменная ордена Суворова стрелковая дивизия, 10-й стрелковый корпус, 51-я армия, 1-й Прибалтийский фронт), сержант. Участник Великой Отечественной войны, кавалер ордена Славы трёх степеней.

## Биография
Родился 28 декабря 1903 года в селе Шостаки ныне Полтавского района Полтавской области (Украина) в крестьянской семье. Украинец.
В 1918 году окончил 5 классов. Жил в рабочем посёлке Верхний Баскунчак ныне Ахтубинского района Астраханской области. Работал бригадиром ремонтной бригады железнодорожных путей.
В Красной армии с августа 1943 года. Призван Харабалинским РВК, Сталинградской области, Астраханского округа. В действующей армии с 5 ноября 1943 года. Воевал на 4-м Украинском, 1-м и 2-м Прибалтийских и Ленинградском фронтах. Принимал участие в Крымской, Шяуляйской, Рижской и Мемельской наступательных операциях, блокаде Курляндской группировки немецких войск. В боях дважды был ранен.
3 апреля 1944 года, действуя в составе подразделения, ведущего разведку боем южнее Турецкого вала (ныне территория Красноперекопского района республики Крым), командир стрелкового отделения В. П. Гнитиенко в числе первых ворвался во вражескую траншею, гранатой уничтожил одного офицера и одного немецкого солдата. Вынес с поля боя 4 тяжело раненных воинов. Приказом командира 347-й стрелковой дивизии от 6 апреля 1944 года красноармеец Гнитиенко Василий Платонович награждён орденом Славы 3-й степени.
23 и 24 апреля 1944 года в ходе овладения оборонительной позицией противника юго-восточнее села Бельбек (ныне Фруктовое Нахимовского района города Севастополь) огнём из автомата и гранатами уничтожил 4 немецких солдат. Заняв безымянную высоту, умело организовал оборону силами своего отделения и перерезал пути отхода противнику. Приказом командующего 2-й гвардейской армией от 3 июня 1944 года красноармеец Гнитиенко Василий Платонович награждён орденом Славы 2-й степени.
В июле 1944 года 347-я стрелковая дивизия была передислоцирована в полосу 1-го Прибалтийского фронта. В. П. Гнитиенко был переведён на должность командира отделения во 2-ю пулемётную роту того же полка. В ходе Шяуляйской наступательной операции при овладении городом Митава (ныне Елгава, Литва) в ожесточённых уличных боях 31 июля 1944 года умело выбирая позиции, огнём своего пулемёта надежно прикрывал продвижение батальона. 1 августа 1944 года при отражении контратак врага  уничтожил 2 огневые точки, двух офицеров и 13 немецких солдат. Приказом командующего 51-й армией от 21 сентября 1944 года сержант Гнитиенко Василий Платонович награждён вторым орденом Славы 2-й степени.
В октябре 1945 года демобилизован. Жил в городе Харьков (Украина). Работал крановщиком на топливном складе.
Указом Президиума Верховного Совета СССР от 29 декабря 1980 года в порядке перенаграждения Гнитиенко Василий Платонович награждён орденом Славы 1-й степени.
Умер 8 ноября 1991 года.

## Награды
- Орден Отечественной войны I степени (3.03.1985)[5]

- Полный кавалер ордена Славы:
  - орден Славы II степени[6] Перенаграждён I ст. (29.12.1980);
  - орден Славы II степени (03.06.1944)[7];
  - орден Славы III степени (06.04.1944)[8];
- медали, в том числе:

- - «В ознаменование 100-летия со дня рождения Владимира Ильича Ленина» (6 апреля 1970)
  - «За победу над Германией» (9 мая 1945[9])[10]

- - «20 лет Победы в Великой Отечественной войне 1941—1945 гг.» (7 мая 1965[11])
  - «30 лет Победы в Великой Отечественной войне 1941—1945 гг.»[12]
  - 40 лет Победы в Великой Отечественной войне 1941—1945 гг.[13]
  - «30 лет Советской Армии и Флота»[14]
  - «40 лет Вооружённых Сил СССР»[15]
  - «50 лет Вооружённых Сил СССР» (26 декабря 1967[16])
- Знак «25 лет победы в Великой Отечественной войне» (1970)[2].

## Память
- На могиле установлен надгробный памятник.
- Его имя увековечено в Главном Храме Вооружённых сил России, и навсегда запечатлено на мемориале «Дорога памяти».